# Ceratomyxa ampla
Ceratomyxa ampla is een microscopische parasiet uit de familie Ceratomyxidae. Ceratomyxa ampla werd in 2002 beschreven door Kovaljova, Rodjuk & Grudnev. 